# Delegatura Sił Zbrojnych na Kraj
Delegatura Sił Zbrojnych na Kraj – formacja wojskowa powstała 7 maja 1945 z rozkazu p.o. Naczelnego Wodza gen. Władysława Andersa, z delegatem płk. Janem Rzepeckim w celu organizacji tworzącej się partyzantki antykomunistycznej.

## Powstanie i działalność Delegatury Sił Zbrojnych
Na jej czele stanął płk Jan Rzepecki, który od 23 marca 1945 r. pełnił w NIE funkcję I zastępcy komendanta głównego. Na swego następcę, w wypadku aresztowania, wyznaczył płk. dypl. Janusza Bokszczanina. W paru późniejszych spotkaniach z płk. Rzepeckim brali udział komendant obszaru centralnego płk. Jan Mazurkiewicz i komendant okręgu białostockiego płk. Władysław Liniarski. Delegat Sił Zbrojnych na Kraj mający uprawnienia takie jak komendant AK, utrzymał strukturę dowodzenia taką jaka istniała w Armii Krajowej. 
Przyjęta nazwa – Delegatura Sił Zbrojnych – miała podkreślić, że działalność organizacji w kraju jest ściśle związana z istniejącymi na emigracji polskimi oddziałami zbrojnymi. Z drugiej strony uwydatniała jej czysto wojskowy charakter.
Odezwa płk Rzepeckiego do oddziałów partyzanckich pozostających w lesie, wzywająca do pracy nad odbudową Kraju, a jednocześnie przeciwna ujawnianiu się i ostrzegająca przed prowokacjami, pozostała bez echa w związku z akcjami pacyfikacyjnymi na Białostocczyźnie i Lubelszczyźnie, prowadzonymi przez Korpus Bezpieczeństwa Wewnętrznego, Wojsko Polskie i NKWD. W tym czasie nastąpił wzrost aktywności partyzantki poakowskiej. Skutecznie były atakowane więzienia w wielu miastach w kraju.
W czasie fali aresztowań mających miejsce od czerwca 1945 aresztowano m.in. szefa sztabu DSZ płk. Wojciecha Borzobohatego.
Po powstaniu Tymczasowego Rządu Jedności Narodowej i rozwiązaniu Rady Jedności Narodowej działalność DSZ ograniczyła się do zapewnienia bezpieczeństwa prześladowanym partyzantom AK. Cofnięcie uznania dla Rządu RP na uchodźstwie przez mocarstwa zachodnie przekreśliło sens istnienia DSZ podległej temu rządowi.
Delegatura istniała do 6 sierpnia 1945, kiedy została rozwiązana rozkazem płk. Rzepeckiego. W wyniku amnestii, która weszła w życie 21 sierpnia 1945, z podziemia wyszło i ujawniło się około 30 000 osób. Natomiast nie powiodła się propozycja ujawnienia całej DSZ, złożona płk. Rzepeckiemu przez gen. Mariana Spychalskiego.
W miejsce DSZ 2 września tego samego roku, płk Rzepecki wraz z grupą współpracowników powołał do życia nową organizację polityczną o nazwie Wolność i Niezawisłość.

## Struktura Delegatury Sił Zbrojnych
Dowództwo DSZ
- Delegat Sił Zbrojnych – płk Jan Rzepecki
- Zastępca delegata sił zbrojnych – płk Janusz Bokszczanin
- Szef sztabu – ppłk dypl. Wojciech Borzobohaty (areszt. VI 1945), ppłk dypl. Tadeusz Jachimek
- Szef wywiadu DSZ- ppłk Tadeusz Jachimek
- szef BiP DSZ – kpt. Kazimierz Moczarski;

Struktury terytorialne DSZ
- Obszar Centralny DSZ z siedzibą w Warszawie – dowódca płk Jan Mazurkiewicz, zastępca ppłk Józef Rybicki; Okręgi: białostocki, lubelski, kielecki, warszawski, łódzki
- Obszar Zachodni DSZ z siedzibą w Poznaniu – ppłk Jan Szczurek-Cergowski; szef sztabu – kpt. Kazimierz Leski; Okręgi: bydgoski, poznański, gdański, szczeciński, olsztyński.
- Obszar Południowy DSZ z siedzibą w Krakowie – dowódca płk Antoni Sanojca, zastępca płk Franciszek Niepokólczycki; Okręgi: krakowsko-rzeszowski, śląsko-dąbrowski[4], dolnośląski.